# Agua Blanca
Agua Blanca é uma cidade da Guatemala do departamento de Jutiapa.